# Strömsnäsbruks IF
Strömsnäsbruks IF är en idrottsförening från Strömsnäsbruk i Markaryds kommun i Småland/Kronobergs län, bildad 1921 i dåvarande Traryds landskommun. Föreningen är en renodlad fotbollsförening med herr- och pojklag. Tidigare har föreningen även haft ett damlag i seriespel, första gången 1973 och senast 2013.
Herrlaget har spelat åtta säsonger i landets tredje högsta fotbollsserie (division III -1986, division II 1987-2005, division I 2006-): 1931/1932, 1959-1961, 1963-1966. Sedan millennieskiftet har Strömsnäsbruk vanligen spelat i division IV eller division V.